# Sphyraena barracuda
Espèce
Synonymes
- Agrioposphyraena barracuda (Walbaum, 1792)
- Esox barracuda Walbaum, 1792
- Esox barracuda Edwards, 1771
- Sphyraena baracuda (Walbaum, 1792)
- Sphyraena barracuda (Edwards, 1771) (préféré par UICN)
- Sphyraena becuna Lacepède, 1803
- Sphyraena commersonii Cuvier, 1829
- Sphyraena dussumieri Valenciennes, 1831
- Sphyraena picuda Bloch & Schneider, 1801
- Sphyraena sphyraena picuda Bloch & Schneider, 1801
- Syphyraena barracuda (Walbaum, 1792)

Statut de conservation UICN

 LC  : Préoccupation mineure
Le Grand barracuda (Sphyraena barracuda) est une espèce de  poissons carnassier de grande taille, de la famille des barracudas.

## Description et caractéristiques
C'est un assez grand poisson, pouvant mesurer au maximum jusqu'à 2 m de long pour 50 kg. Sa taille commune est de 1,4 m. Le corps du Grand barracuda est allongé, avec une mâchoire inférieure de grande taille et des dents en forme de crocs. Les deux ailerons dorsaux sont largement espacés, le premier ayant cinq épines et le second une épine et neuf rayons mous. Les extrémités des nageoires les plus postérieures sont blanches. Les flancs portent généralement quelques taches noires variables.

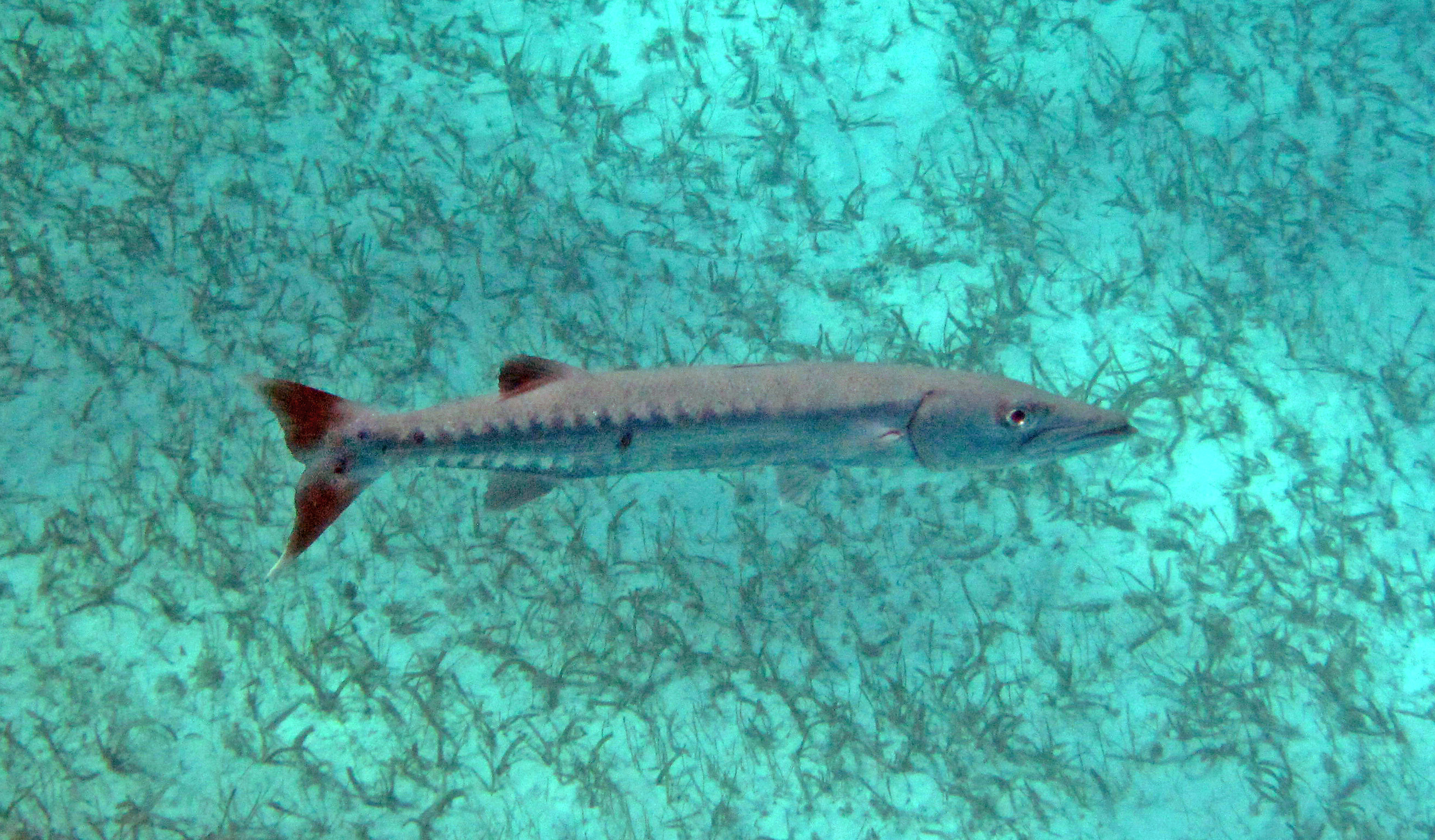
Juvénile
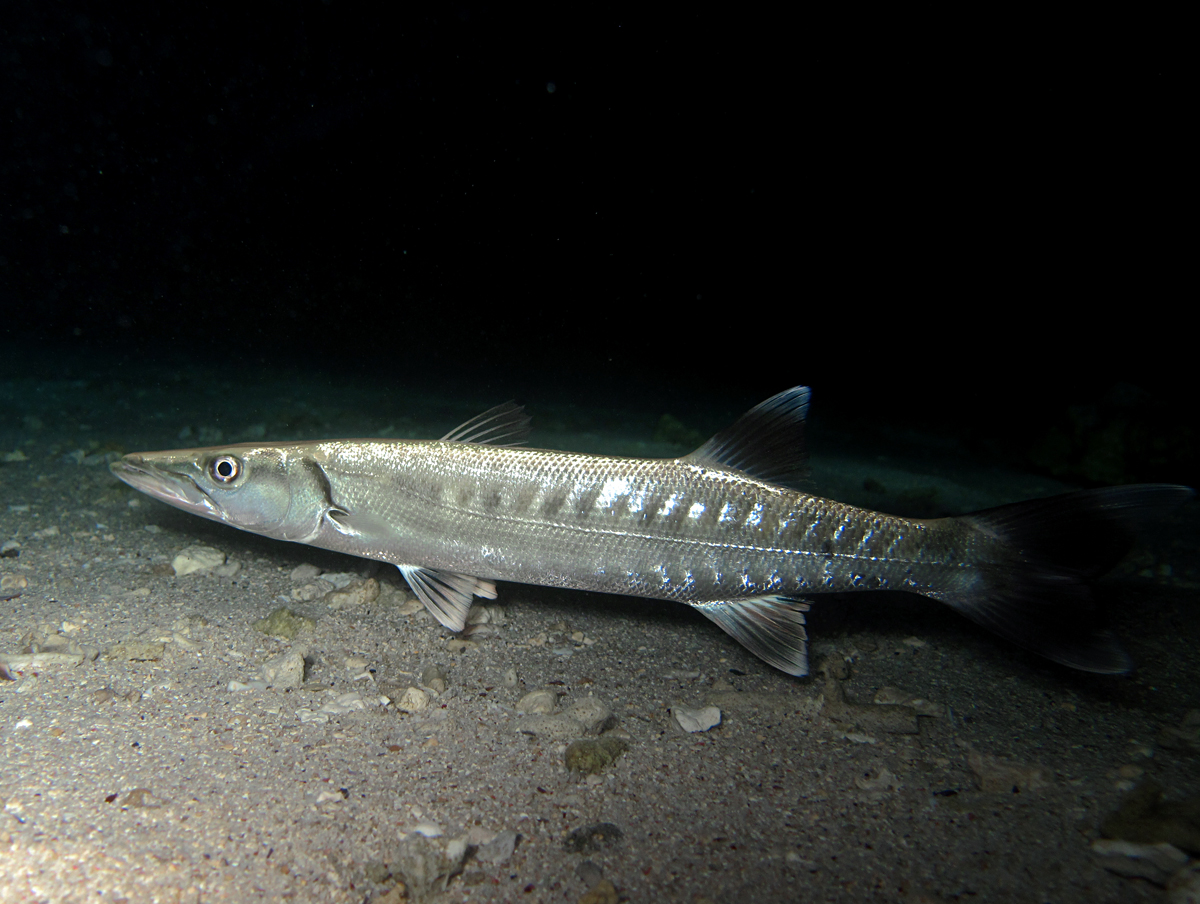
jeune adulte
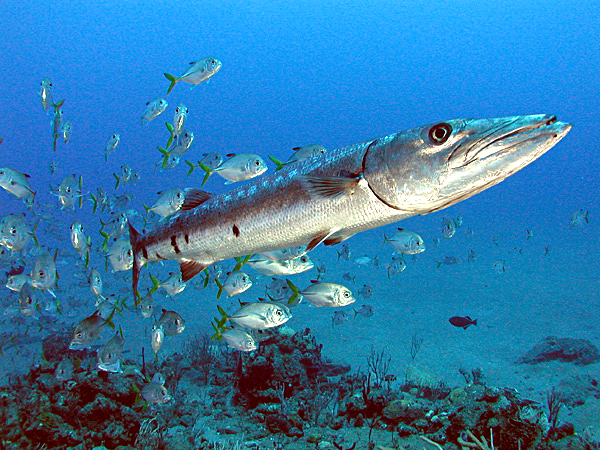
Adulte
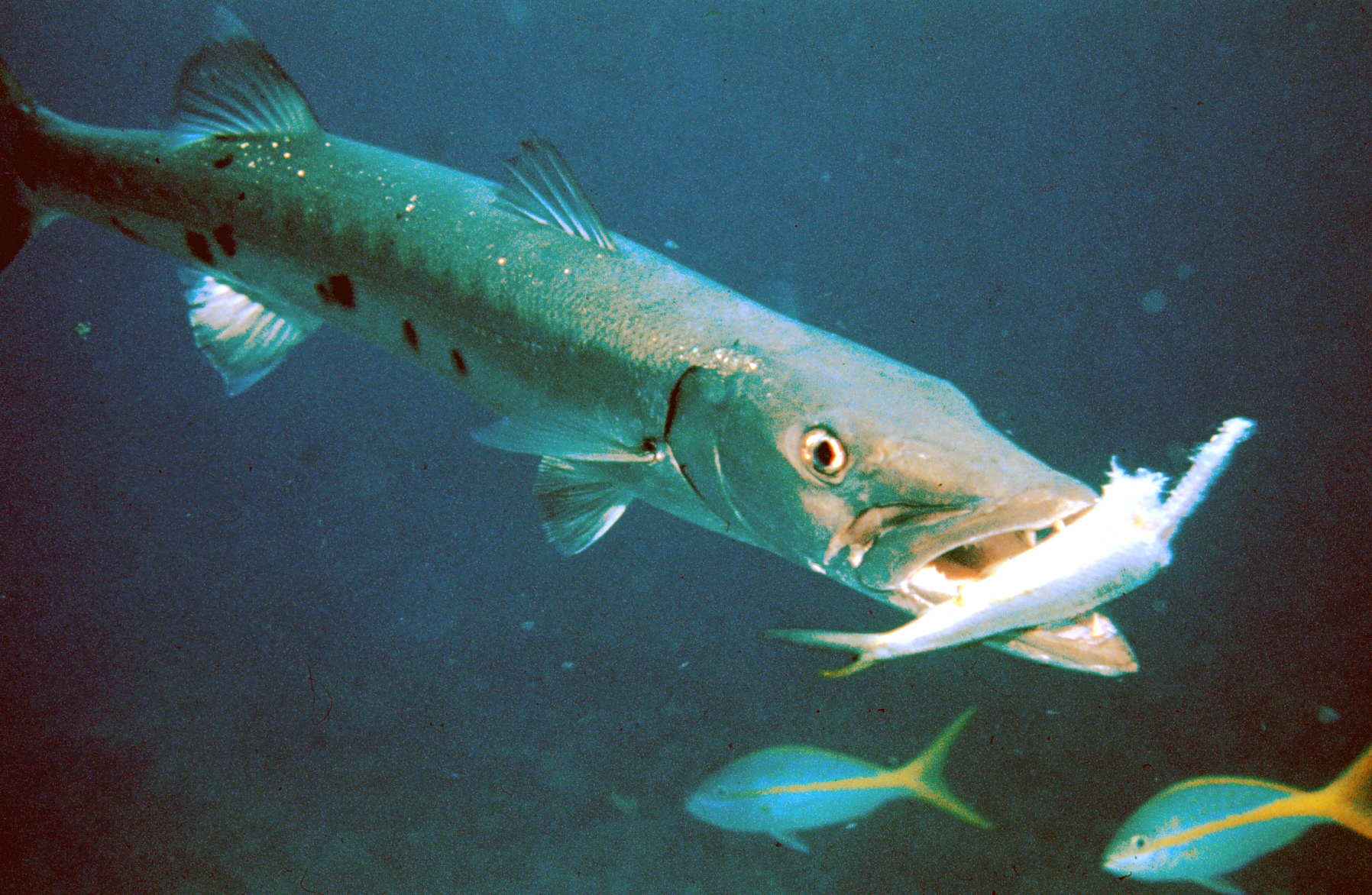
En chasse

## Habitat et répartition
Le grand barracuda a une large répartition, étant présent dans presque toutes les mers et océans tropicaux et subtropicaux du monde, à l'exception du Pacifique est.
On les trouve généralement autour des récifs (surtout les jeunes, qui aiment les estuaires), mais ils apparaissent également dans les mers ouvertes. Ils se rencontrent entre la surface et une trentaine de mètres de profondeur, parfois jusqu'à 100 m.
Depuis la fin des années 1970, alors qu'il était auparavant très épisodique en Méditerranée du Nord, le grand barracuda a largement colonisé les côtes nord de cette mer, en particulier dans tout le golfe de Gênes (de Gênes jusqu'au massif de l'Esterel). Cette présence nouvelle, probablement due au réchauffement climatique, inquiète certains pêcheurs professionnels en raison de la voracité de l'animal sur les espèces autochtones, y compris sur d'autres prédateurs locaux, notamment les loups (nom du bar en Méditerranée).

## Biologie et comportement

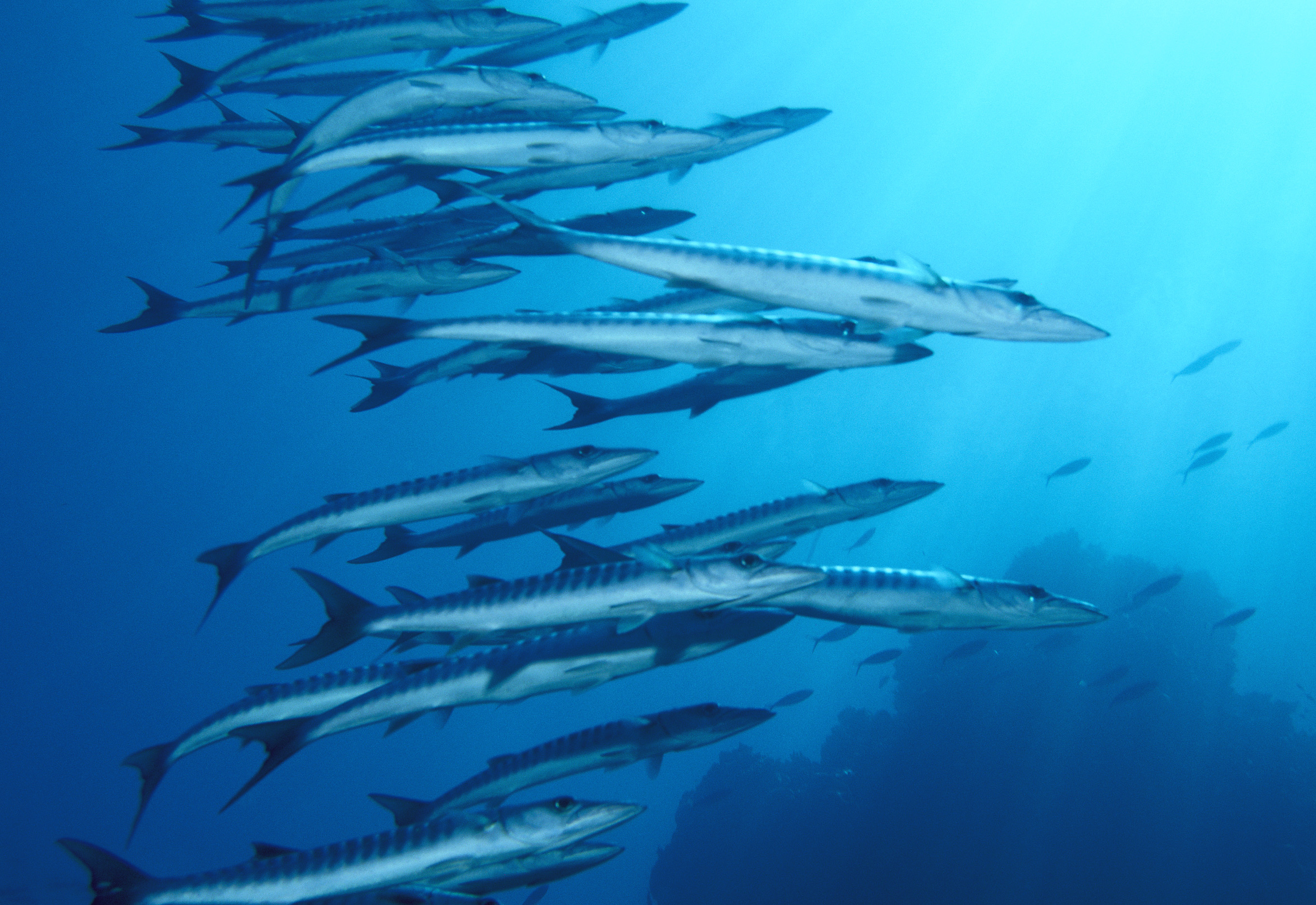
Banc de grands barracudas

Les grands barracudas vivent isolés ou en bancs (surtout les jeunes). Ce sont des prédateurs voraces qui comptent, pour la chasse, sur l'effet de surprise suivi d'une courte accélération (jusqu'à 60 km/h). Ils se nourrissent d'autres poissons et de céphalopodes.
Ce poisson au mode de reproduction ovipare est mature vers 3-4 ans quand il mesure environ 60 cm de long.
Leur espérance de vie semble dépasser les 15 ans.

### Dangerosité
Le grand barracuda est un prédateur de poissons et d'invertébrés marins au corps mou, et en aucun cas de mammifères, qu'il n'est pas adapté à chasser ou à consommer. Cependant c'est un animal curieux et courageux, et il ne doit pas être importuné par les plongeurs et pêcheurs, car il demeure capable de se défendre ou même d'attaquer préventivement. Les incidents avec des hommes sont extrêmement rares bien que les grands barracudas suivent parfois des plongeurs dans les récifs, ou plus souvent des chasseurs sous-marins, attirés par leurs proies. Si leur denture peut être impressionnante, leur mâchoire demeure faible et leurs dents fragiles, et ils ne représentent pas une menace sérieuse pour un adulte, même si les gros individus peuvent tout de même provoquer de larges plaies.

### Pêche
Comme beaucoup de grands prédateurs, le grand barracuda est une proie recherchée dans la pêche sportive. Il peut être pêché au leurre, au vif ou en traîne.

### En cuisine
Les grands barracudas sont comestibles mais il faut bien se renseigner au préalable sur la situation géographique dans laquelle ils ont été péchés, puisque leur chair peut de temps en temps contenir une toxine, la ciguatera. Cependant il reste un poisson à la chair prisée qui peut se préparer en papillote au four avec par exemple du fenouil, des oignons, du citron...